# Anders Lyrbring
Anders Christer Lyrbring (Göteborg, 21 marzo 1978) è un ex nuotatore svedese.
Specializzato nello stile libero ha vinto la medaglia d'argento nella staffetta 4x200 m sl alle Olimpiadi di Atlanta 1996.

## Palmarès
- Olimpiadi

Atlanta 1996: argento nella 4x200m sl.
- Mondiali in vasca corta

Goteborg 1997: argento nella 4x200m sl.